# Amargu
Amargu – ruiny twierdzy berberskiej dynastii Almorawidów, znajdujące się w północnym Maroku, niedaleko Fezu.
Są to zabytki datowane na XVII wiek – baszty kamienne oraz most.